# Орсън Бийн
Орсън Бийн (на английски: Orson Bean; * 22 юли 1928, † 7 февруари 2020), е американски актьор.
През 50-те и 60-те години Бийн се изявява като панелист в американското предаване To Tell the Truth. От 1993 до 1998 г. изпълнява ролята на Лорън Брей в сериала „Д-р Куин Лечителката“, а от 2009 до 2012 г. играе ролята на Рой Бендър в „Отчаяни съпруги“.

## Смърт
Бийн умира на 91 години на 7 февруари 2020 г. в Лос Анджелис, след като бива блъснат от 2 коли, една след друга.